# NAC Breda
El NAC Breda és un club de futbol neerlandès de la ciutat de Breda. Juga com a local al Rat Verlegh Stadion, que duu el nom del seu jugador històric més destacat, Antoon 'Rat' Verlegh.

## Història
El NAC (NOAD ADVENDO Combinatie) va ser fundat el 19 de setembre de 1912 quan es fusionaren els dos clubs de la ciutat: NOAD i ADVENDO. Aquests mots són acrònims que signifiquen:
- NOAD : Nooit Opgeven Altijd Doorzetten (català: Mai abandona, sempre persevera).
- ADVENDO: Aangenaam Door Vermaak En Nuttig Door Ontspanning (català: Plaent pel seu entreteniment i útil per la seva relaxació).

Els seus majors èxits foren el 1921, quan guanyà la lliga, i el 1973, en què guanyaren la copa.
A inicis de 2003 el NAC canvià el seu nom a NAC Breda. El club passava per aquells anys per una difícil situació econòmica. La ciutat de Breda comprà l'estadi al club, ajudant a resoldre la situació econòmica. Com a senyal d'agraïment el club decidí afegir el nom de la ciutat al nom.

## Palmarès
- Eredivisie:[1]
  - 1920-21
- Copa KNVB:[2]
  - 1973
- Eerste Divisie:
  - 1999.00

## Jugadors destacats

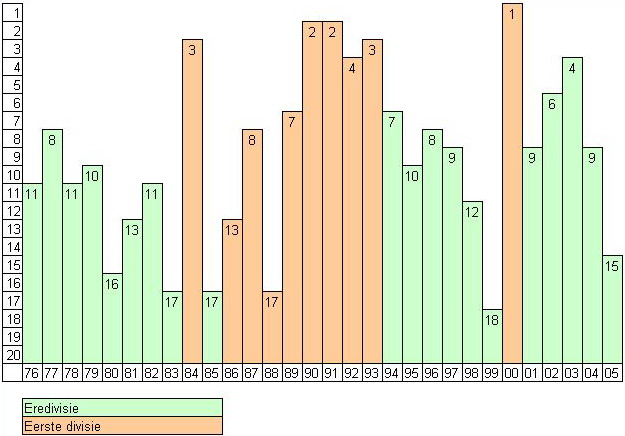
Gràfica de les temporades del NAC Breda 1976-2005.

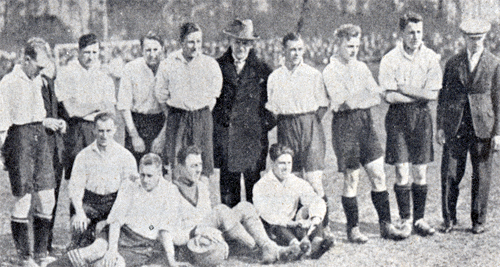
NAC l'any 1926.

- Graham Arnold
- Maarten Atmodikoro
- Pierre van Hooijdonk
- John Karelse
- John Lammers
- Ton Lokhoff
- Geert Meijer
- Cees Schapendonk
- Earnest Stewart
- Tony Vidmar
- Martien Vreijsen
- Koos Waslander
- Romeo Zondervan
- Antoon "rat" Verlegh
- Kees Rijvers
- Frans Bouwmeester sr.

## Entrenadors
- Ben Affleck (juny 1926 – 26 Oct)
- James Moore (Feb 1927 – 28 April)
- Lou van der Linden (juliol 1934 – juny 41)
- Cor Kools (juliol 1934 – juny 44)
- Antoon Verlegh (juliol 1934 – juny 45)
- Jan Blom (juliol 1942 – juny 47)
- Cor Kools (juliol 1945 – juny 47)
- Joseph Veréb (juliol 1947 – juny 49)
- Jan Blom (juliol 1949 – juny 61)
- Simon Plooijer (juliol 1961 – juliol 66)
- Bob Janse (juliol 1966 – juny 68)
- Leo Canjels (juliol 1968 – juny 71)
- Ben Peeters (juliol 1971 – març 73)
- Henk Wullems (març 1973 – juny 75)
- Bob Maaskant (juliol 1975 – juny 77)
- Hans Dorjee (juliol 1977 – Jan 79)
- Jo Jansen (gener 1979 – juny 83)
- Henk de Jonge (juliol 1983 – març 84)
- Bob Maaskant (març 1984 – juny 86)
- Leen Looyen (juliol 1986 – juny 87)
- Hans Verel (1 juliol 1987 – 31 març 1990)
- Ton Carton (març 1990 – abril 90)
- Cor Pot (abril 1990 – Oct 91)
- Jo Jansen (Oct 1991 – juny 92)
- Piet de Visser (1 juliol 1992 – 31 octubre 1992)
- Ronald Spelbos (11 gener 1993 – 30 juny 1995)
- Wim Rijsbergen (1 juliol 1995 – 30 juny 1997)
- Herbert Neumann (1 juliol 1997 – 8 octubre 1998)
- Ronald Spelbos (13 octubre 1998 – 22 març 1999)
- Kees Zwamborn (23 març 1999 – 30 juny 1999)
- Henk ten Cate (1 juliol 2000 – 30 juny 2003)
- Ton Lokhoff (1 juliol 2003 – 30 desembre 2005)
- Cees Lok (2 gener 2006 – 23 abril 2006)
- John Karelse (int.) (24 abril 2006 – 30 juny 2006)
- Ernie Brandts (1 juliol 2006 – 30 juny 2008)
- Robert Maaskant (1 juliol 2008 – 20 agost 2010)
- Gert Aandewiel (21 agost 2010 – 30 juny 2011)
- John Karelse (21 agost 2010 – 23 octubre 2012)
- Adrie Bogers (int.) (23 octubre 2012 – 21 novembre 2012)
- Nebojša Gudelj (21 novembre 2012 – 13 octubre 2014)
- Eric Hellemons (int.) (13 octubre 2014 – 2 gener 2015)
- Robert Maaskant (2 gener 2015 – 6 octubre 2015)
- Marinus Dijkhuizen (25 octubre 2015 – 22 desembre 2016)
- Stijn Vreven (1 gener 2017, 2015 – 30 juny 2018)
- Mitchell van der Gaag (1 juliol 2018 – 18 març 2019)
- Ruud Brood (22 març 2019 – 31 desembre 2019)
- Willem Weijs (int.) (1 gener 2020 – 24 gener 2020)
- Peter Hyballa (24 gener 2020 - 1 maig 2020)
- Maurice Steijn (1 juny 2020 – present)